# Драготин
45°15′ пн. ш. 18°19′ сх. д. / 45.25° пн. ш. 18.31° сх. д.
Драготин (хорв. Dragotin) — населений пункт у Хорватії, в Осієцько-Баранській жупанії у складі громади Трнава.

## Населення
Населення за даними перепису 2011 року становило 254 осіб.
Динаміка чисельності населення поселення:

## Клімат
Середня річна температура становить 11,04 °C, середня максимальна – 25,42 °C, а середня мінімальна – -6,15 °C. Середня річна кількість опадів – 728 мм.
| Клімат поселення                              | Клімат поселення | Клімат поселення | Клімат поселення | Клімат поселення | Клімат поселення | Клімат поселення | Клімат поселення | Клімат поселення | Клімат поселення | Клімат поселення | Клімат поселення | Клімат поселення | Клімат поселення |
| Показник                                      | Січ.             | Лют.             | Бер.             | Квіт.            | Трав.            | Черв.            | Лип.             | Серп.            | Вер.             | Жовт.            | Лист.            | Груд.            |                  |
| Середній максимум, °C                         | 5,85             | 8,18             | 12,72            | 17,34            | 22,38            | 25,42            | 25,29            | 24,72            | 20,74            | 15,35            | 9,48             | 5,49             |                  |
| Середня температура, °C                       | −0,14            | 2,19             | 6,71             | 11,34            | 16,36            | 19,43            | 21,22            | 20,65            | 16,66            | 11,28            | 5,40             | 1,40             |                  |
| Середній мінімум, °C                          | −6,15            | −3,82            | 0,72             | 5,33             | 10,37            | 13,42            | 17,16            | 16,60            | 12,60            | 7,21             | 1,32             | −2,69            |                  |
| Норма опадів, мм                              | 47               | 45               | 44               | 55               | 67               | 93               | 67               | 62               | 52               | 65               | 72               | 59               |                  |
| Середньомісячна швидкість вітру, м/с          | 2.00             | 2.23             | 2.53             | 2.43             | 2.20             | 2.00             | 2.00             | 1.80             | 1.80             | 1.83             | 1.94             | 2.02             |                  |
| Середньомісячна сонячна радіація, кДж/м²·день | 4306             | 6955             | 10944            | 15368            | 19216            | 21270            | 22206            | 20388            | 15055            | 9326             | 4926             | 3613             |                  |
| --------------------------------------------- | ---------------- | ---------------- | ---------------- | ---------------- | ---------------- | ---------------- | ---------------- | ---------------- | ---------------- | ---------------- | ---------------- | ---------------- | ---------------- |
| Джерело:                                      |                  |                  |                  |                  |                  |                  |                  |                  |                  |                  |                  |                  |                  |